# Los Lagartos
Los Lagartos es una gran banda delictiva narcoterrorista y también un Cártel, originaria de Guayaquil, Ecuador. Está compuesta por otras ramificaciones delictivas más pequeñas y tienen su sede en la ciudad de Guayaquil dónde operan hábilmente en su mayoría a pesar de que se presume de que clandestinamente han operado en otras ciudades de la Costa Ecuatoriana. Después de Los Choneros se cree de que son los segundos al mando criminal en el Ecuador. Son los máximos rivales acérrimos de Los Choneros con quienes se disputan el control de territorios y de plazas y de manera reñida han tenido más control en los Guasmos de Guayaquil y en los barrios marginales más populares de Guayaquil como 'El Suburbio', 'La Isla Trinitaria', 'El Guasmo'.

## Origen
Los Lagartos aparecieron inicialmente en Ecuador con el nombre de 'Los Cubanos' y se iniciaron en el sicariato, ahora se dedican al tráfico internacional, microtráfico, extorsiones y robos, según el Observatorio Ecuatoriano del Crimen Organizado (OECO). Los Lagartos prestan servicios logísticos, de acopio de droga y seguridad a traficantes como los del Cartel de Jalisco Nueva Generación de México que paga con dinero, armas, heroína o productos para la venta local. También se ganan la opción de invertir en envíos de cocaína. Según la organización Insight Crime, una organización que se dedica a investigar el crimen organizado en la región, Los Lagartos se derivan de una pandilla y presuntamente de un pabellón de la Penitenciaría del Litoral denominado como 'La Lagartera' en donde trasladaban a los presos de mayor peligrosidad y que ha operado en el sistema penitenciario de Ecuador durante al menos diez años. Insight Crime, dice que Los Lagartos empezaron trabajando como sicarios para grupos delictivos más grandes.

## Estructura criminal
- A los sicarios de la organización se les otorga un número respecto a la cantidad de asesinatos ejecutados. El número 1° corresponde a quien sume más muertes en su historial criminal.[2]
- El Brazo armado lo integran en su mayoría jóvenes (en algunos casos menores de edad) que son nativos del Guasmo Sur, del Suburbio de Guayaquil, la Isla Trinitaria y los demás barrios marginales más populares de Guayaquil, barrios de gente humilde y de escasos recursos donde la banda se aprovecha de la baja clase social, el bajo nivel de escolaridad, falta de fuentes de trabajo para reclutar y hacerle frente a sus rivales.[2]
- Su líder es Carlos Mantilla Cevallos alias 'Choclo' a cargo del control del Centro de detención provisional de Guayaquil, en octubre de 2023 fue declarado inocente por el crimen del presentador de televisión Efraín Ruales, aunque se cree de que miembros jóvenes de 'Los Lagartos' (entre ellos un menor de edad) fueron los responsables de asesinar al actor y presentador.[2]</ref>